# Wielki Rezerwat Arktyczny

Mapa półwyspu Tajmyr

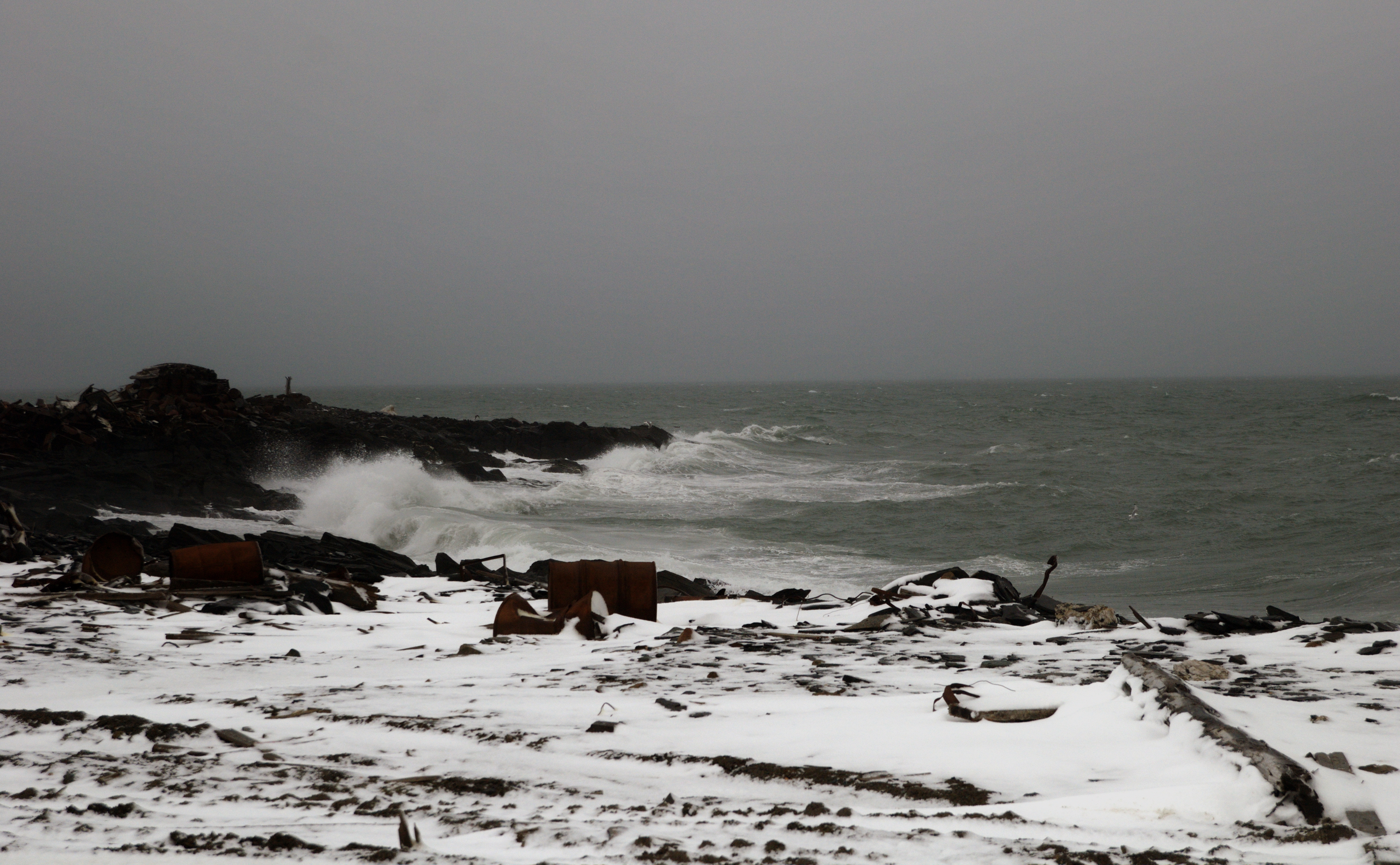
Przylądek Czeluskin

Wielki Rezerwat Arktyczny (ros. Большой Арктический государственный природный заповедник) – największy w Eurazji i trzeci co do wielkości na świecie rezerwat przyrody. Jest zapowiednikiem i znajduje się w Rosji, na północy Kraju Krasnojarskiego (Tajmyrskij Dołgano-Nienieckij rejon), na półwyspie Tajmyr i wyspach leżących na Morzu Karskim i Morzu Łaptiewów. Jego obszar wynosi 41 692 km². Rozciąga się 1000 km ze wschodu na zachód i 500 km z północy na południe.
Rezerwat został utworzony dekretem rządu Federacji Rosyjskiej z dnia 11 maja 1993 roku. Od 2013 roku podlega wraz z Rezerwatem Putorańskim i Tajmyrskim Rezerwatem Biosfery Zjednoczonej Dyrekcji Rezerwatów Tajmyru z siedzibą w Norylsku.

## Opis
Rezerwat jest podzielony na siedem części. Dodatkowo podlega mu rezerwat na Ziemi Północnej (czteroczęściowy) i  rezerwat na wyspach w delcie Jeniseju:

### Dikson – Wyspa Sibirakowa
(powierzchnia: 1830 km²). 
Obejmuje Wyspę Sibirakowa (85 tys. hektarów) z sąsiednimi wysepkami i niewielkimi obszarami „Zatoki Meduzy" i „Zatoki Efraima" w pobliżu Dikson. 
Wyspa Sibirakowa jest dużą piaszczysto-pagórkowatą wyspą na Morzu Karskim w pobliżu ujścia Jeniseju. 
Na terenie tej części rezerwatu przeważa arktyczna tundra, skaliste wybrzeże i małe skaliste wyspy przybrzeżne.

### Wyspy na Morzu Karskim
(powierzchnia: 3718 km²).  
Jest tu kilkanaście wysp m.in.: Wyspy Kirowa, Wyspa Sverdrupa, Wyspy Instytutu Arktycznego, Wyspy Izwiestii CIK. 
Wysokość większości wysp nie przekracza 60 m. Są tu klify, zatoki i laguny. Roślinność to arktyczna tundra z zubożoną florą.

### Delta rzeki Piasina
(powierzchnia: 10670 km²). 
Obejmuje deltę rzeki Piasina, wschodnie wybrzeże zatoki u ujścia rzeki, półwysep Tajmyr na wschód od rzeki, a także wiele okolicznych wysp. 
Teren jest bardzo zróżnicowany, reprezentowana jest tu arktyczna tundra wszystkich typów.

### Zatoka Middendorffa
(powierzchnia: 685 km²).  
Obejmuje fiordowe wybrzeże Zatoki Middendorffa, a także sąsiednie wyspy i część dorzecza rzeki Tołewaja. Obszar ten jest mało zbadany. Przeważa arktyczna tundra.

### Archipelag Nordenskiölda
(powierzchnia: 5080 km²).  
Archipelag Nordenskiölda składa się z wielu wysp. Ich brzegi są w większości skaliste z zatokami. Archipelag jest słabo zbadany.

### Dolna Tajmyra
(powierzchnia: 18740 km²).  
Największa część rezerwatu obejmująca tereny wokół Dolnej Tajmyry i jej dopływu - rzeki Szrenk, a także wybrzeże zatoki Tajmyr.
Jest tu duża różnorodność krajobrazów. Dolna Tajmyra ma strome brzegi, szczególnie na południu, gdzie przepływa u podnóża gór Byrranga.

### Przylądek Czeluskin
(powierzchnia: 850 km²). 

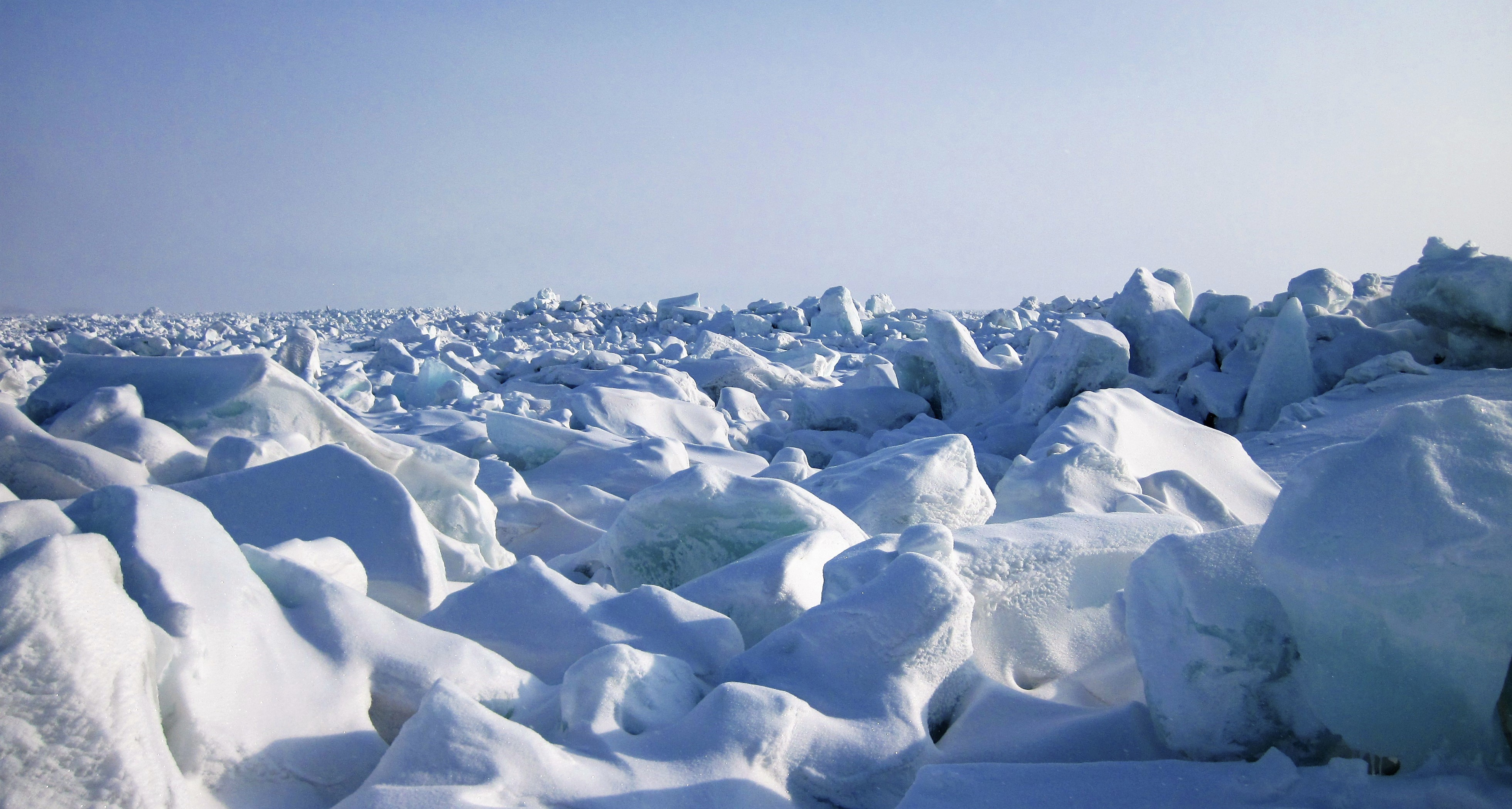
Pokrywa lodowa na Morzu Łaptiewów

Rezerwat obejmuje wybrzeże w północno-zachodniej części przylądka Czeluskin, deltę rzeki Tessema, okoliczne zatoki oraz kilka wysp. Przylądek jest jedyną kontynentalną pustynią lodową w Arktyce. Fauna roślin lądowych i wodnych jest niezwykle zubożała. 

### Rezerwat na Ziemi Północnej
(powierzchnia: 4217 km²) składa się z czterech części:
1. Wyspa Domasznij (280 ha) w archipelagu Siedowa
2. Półwysep Komuny Paryskiej (93 542 ha) na Wyspie Rewolucji Październikowej
3. Fiord Matusewicz (169 233 ha) na Wyspie Rewolucji Październikowej
4. Zatoka Ahmatowa (158 645 ha)

Są tu lodowce, małe rzeki i jeziora. Dominują pustynie arktyczne.  

### Rezerwat na wyspach w delcie Jeniseju
(powierzchnia: 2881 km²).  
Rezerwat obejmuje wyspy delty Jeniseju, a także dopływy, bagna i jeziora w delcie.

## Klimat
Cały rezerwat  leży na północ od koła podbiegunowego. Roczna suma opadów waha się od 200 do 400 mm. 
Pokrywa śnieżna powstaje zwykle we wrześniu, ale całkowicie znika dopiero pod koniec czerwca lub na początku lipca. Na przylądku Czeluskin śnieg leży około trzystu dni w roku. W najcieplejszym miesiącu lipcu średnia temperatura waha się od 4 do 10–11 °C.

## Przyroda
Roślinność rezerwatu jest dość monotonna i jest reprezentowana głównie przez porosty. W strefie pustyń lodowych roślinność prawie zupełnie nie występuje.  
Rezerwat zamieszkuje 16 gatunków ssaków, w tym niedźwiedzie polarne, foki, morsy, renifery, lemingi, lisy polarne, wilki i gronostaje. Żyje tu 124 gatunków ptaków, m.in. puchacz śnieżny, pardwa górska, bernikla obrożna, birginiak i mewy. Rzeki i jeziora zamieszkuje wiele gatunków ryb, m.in. sielawa, nelma, stynka azjatycka i lipienie.  